# 앨버트 아도마
앨버트 단콰 아도마(영어: Albert Danquah Adomah, 1987년 12월 13일 ~ )는 EFL 리그 투 클럽 월솔에서 라이트 윙어로 뛰고 있는 가나의 프로 축구 선수이다. 잉글랜드에서 태어난 그는 가나 국가대표팀을 대표했다.
그는 가나 국적과 영국 국적을 모두 가지고 있다. 그의 이전 클럽으로는 해로우 버로우, 바닛, 브리스틀 시티, 미들즈브러, 애스턴 빌라, 노팅엄 포리스트, 퀸스 파크 레인저스가 있다.

## 구단 경력

### 브리스틀 시티
2010년 7월 1일, 그는 브리스틀 시티와 3년 계약을 체결하기로 합의했으며, 초기 수수료는 나중에 재판소에서 책정될 예정이다. 프리시즌 동안 인상적인 활약을 펼친 스티브 코펠은 홈에서 열린 시티의 시즌 첫 경기에서 밀월에게 선발 라인업에 아도마를 지명했지만, 경기는 3-0으로 패했다. 그는 리그에서 좋은 활약을 이어갔고, 흥미진진한 플레이 스타일과 클럽 웹사이트에서의 유머러스한 인터뷰를 통해 팬들의 사랑을 한 몸에 받았다. 그는 애슈턴 게이트 스타디움에서 열린 반즐리와의 경기에서 시티의 첫 골을 넣으며 3-3 무승부를 기록했다. 몇 차례 저조한 성적을 거둔 후, 아도마는 프레스턴 노스 엔드와의 원정 경기에서 4-0으로 승리하는 도중 하프타임에 퇴장당했고, 그의 팀이 승리를 거두면서 보상을 받았다. 아도마는 팀 복귀에 중요한 역할을 했다. 그는 포츠머스와의 경기에서 2-1 승리를 거두며 시즌 네 번째 골을 기록했고, 모든 대회에서 12골을 기록하며 클럽의 어시스트 차트 1위를 차지했다.
아도마는 새로운 3년 계약에 합의한 지 며칠 후인 2010-11년 시즌 브리스틀 시티에서 올해의 선수상을 수상했다. 이 계약은 2014년까지 클럽에 머물게 했다.

### 미들즈브러
2013년 8월 6일, 아도마는 미들즈브러의 록리프 파크 훈련장에서 메디컬 테스트를 받을 예정이라고 발표되었다. 2013년 8월 8일, 아도마는 1,000,000파운드에 달하는 것으로 추정되는 공개되지 않은 이적료로 미들즈브러로의 이적을 완료했다.
그는 등번호 27번을 받았다. 아도마는 2013년 8월 10일, 찰턴 애슬레틱과의 경기에서 1-0으로 승리하며 보로 소속으로 데뷔했다.
아도마는 2013년 9월 14일, 입스위치 타운과의 경기에서 3-1로 패한 경기에서 클럽의 첫 골을 기록했다. 그는 2013년 10월 5일, 요빌 타운과의 홈 경기에서 4-1로 승리하며 다시 골을 넣었고, 2013년 10월 19일, 반즐리와의 경기에서 3-2로 패배하며 두 번 더 골을 넣었다. 반즐리와의 경기에서 두 골을 넣은 지 일주일 후, 아도마는 다시 한 번 동커스터 로버스와의 경기에서 4-0으로 승리하며 두 골을 넣었다. 아도마는 4경기에서 5골을 넣으며 인상적인 활약을 펼친 끝에 10월 EFL 챔피언십 이달의 선수로 선정되었다.

### 애스턴빌라
2016년 8월 31일, 아도마는 이적 마감일에 공개되지 않은 이적료로 애스턴 빌라와 계약을 맺었고, 아다마 트라오레 디아라와 방향을 바꿨다. 아도마는 2016년 11월 26일, 카디프 시티와의 경기에서 3-1로 승리하며 애스턴 빌라의 첫 골을 기록했다. 그는 프레스턴 노스 엔드와의 홈 경기에서 2-2 무승부를 기록하며 두 골을 넣었다. 그는 2016-17년 EFL 챔피언십에서 코너 아우리한이 14개의 어시스트를 기록한 것에 비해 EFL 챔피언십 내에서 11골을 어시스트하며 두 번째로 좋은 성적을 거두었다.
2017-18년 시즌 애스턴 빌라에서 아도마는 15골을 넣으며 클럽 최다 득점자가 되었다. 이 골은 빌라가 플레이오프 진출을 확정짓고, 두 번의 준결승에서 옛 팀 미들즈브러를 꺾고 결승에 진출하는 데 기여했다. 결승전에서 빌라는 풀럼에게 1-0으로 패하여 프리미어리그 승격에 실패했다.
2019년 4월 28일, 리즈 유나이티드와의 경기에서 교체 선수로 출전한 후, 아도마는 리즈 감독 마르셀로 비엘사의 도전 없이 동점골을 허용받았다. 이는 리즈가 계속해서 경기에 출전하고 득점을 기록한 후 발생했으며, 빌라 선수들은 부상으로 인해 공이 경기에 나서지 않기를 원했다.
그는 2018-19년 시즌이 끝난 후 애스턴 빌라에서 방출되었다.

### 노팅엄 포리스트
2019년 7월 10일, 아도마는 노팅엄 포리스트와 2년 계약을 체결했다. 그는 2019년 8월 21일, 찰턴 애슬레틱과의 1-1 무승부 경기에서 포리스트 소속으로 첫 골을 넣었다.
2020년 10월 2일, 아도마와 포리스트는 구단과의 계약을 해지하기로 상호 합의했다.

#### 카디프 시티로의 임대
아도마는 2020년 1월 31일, 카디프 시티와 6개월 임대 계약을 체결했다.

### 퀸스 파크 레인저스
2020년 10월 5일, 노팅엄 포리스트를 떠난 후, 아도마는 유소년 클럽 퀸스 파크 레인저스와 2년 계약을 체결했다. 그는 2021년 2월 1일, 왓퍼드와의 경기에서 2-1로 승리한 늦은 우승자 QPR 소속으로 첫 골을 넣었다.
2022년 1월 15일, 아도마는 웨스트브로미치 앨비언을 상대로 QPR이 1-0으로 승리하는 동안 2부 리그에서 456번째로 출전하며 챔피언십 역사상 외야수 출전 기록 보유자가 되었다. 그는 2024년 4월 26일, 리 캠프를 제치고 525번째 출전 기록 보유자가 되었다.
2024년 5월 2일, 클럽은 계약이 만료되는 여름에 선수가 클럽을 떠날 것이라고 발표했다.

### 월솔
2024년 7월 23일, 아도마는 성공적인 시범 경기 후 EFL 리그 투 클럽 월솔과 1년 계약을 체결했다. 그는 스윈던 타운과의 원정 경기에서 4-0 승리를 거두며 첫 골을 넣었다.

## 국가대표팀 경력
아도마는 2011년 9월 5일, 크레이븐 코티지에서 열린 브라질과의 경기에서 교체 선수로 출전하여 가나 국가대표팀으로 데뷔했다. 그 경기는 1-0으로 패배한 경기였다.
그는 2013년 아프리카 네이션스컵을 위해 가나 임시 26인 명단에 이름을 올리기 위해 국가대표팀에 합류했다. 1월 9일, 아도마는 선발팀에 합류하여 등번호 10번을 부여받았고, 국가대표팀에서 큰 역할을 할 것이라는 말을 들었다. 그는 선발되어 브라질의 2014년 FIFA 월드컵에 출전하여 가나 국가대표팀에서 한 경기에 출전했다.